# Prefectura apostólica de Kompung Cham
La prefectura apostólica de Kompung Cham (en latín: Praefectura Apostolica Kompongchamen(sis) y en camboyano: ភូមិភាគកំពង់ចាម) es una circunscripción eclesiástica latina de la Iglesia católica en Camboya, inmediatamente sujeta a la Santa Sede. La prefectura apostólica es sede vacante desde el 25 de julio de 2019. 

## Territorio y organización
La prefectura apostólica tiene 81 456 km² y extiende su jurisdicción sobre los fieles católicos de rito latino residentes en las provincias de Kompung Cham, Tboung Khmum, Kratié, Stung Treng, Ratanak Kirí, Mondol Kirí, Svay Rieng y Prey Veng. 
La sede de la prefectura apostólica se encuentra en la ciudad de Kompung Cham.
En 2020 en la prefectura apostólica existían 27 parroquias.

## Historia
La prefectura apostólica fue erigida el 26 de septiembre de 1968 con la bula Superna voluntate del papa Pablo VI, obteniendo el territorio del vicariato apostólico de Nom Pen.

## Estadísticas
De acuerdo al Anuario Pontificio 2021 la prefectura apostólica tenía a fines de 2020 un total de 3045 fieles bautizados.
| Año                                                                             | Población            | Población | Población      | Sacerdotes | Sacerdotes    | Sacerdotes    | Bautizados por sacerdote | Diáconos permanentes | Religiosos | Religiosos | Parroquias |
| Año                                                                             | Bautizados católicos | Total     | % de católicos | Total      | Clero secular | Clero regular | Bautizados por sacerdote | Diáconos permanentes | Varones    | Mujeres    | Parroquias |
| ------------------------------------------------------------------------------- | -------------------- | --------- | -------------- | ---------- | ------------- | ------------- | ------------------------ | -------------------- | ---------- | ---------- | ---------- |
| 1970                                                                            | 18 820               | 2 036 582 | 0.9            | 14         | 3             | 11            | 1344                     |                      | 32         | 52         |            |
| 1974                                                                            | 4000                 | 2 000     | 0.2            | 1          |               | 1             | 4000                     |                      | 1          |            |            |
| 1999                                                                            | 3200                 | 3 800 500 | 0.1            | 5          | 1             | 4             | 640                      |                      | 4          |            | 18         |
| 2000                                                                            | 3300                 | 4 100 000 | 0.1            | 5          | 1             | 4             | 660                      |                      | 4          | 5          | 19         |
| 2001                                                                            | 3400                 | 4 100 000 | 0.1            | 5          | 1             | 4             | 680                      |                      | 4          | 10         | 20         |
| 2002                                                                            | 3460                 | 4 200 000 | 0.1            | 7          | 1             | 6             | 494                      |                      | 6          | 9          | 22         |
| 2003                                                                            | 3500                 | 4 300 000 | 0.1            | 9          | 1             | 8             | 388                      |                      | 1          | 8          | 23         |
| 2004                                                                            | 3700                 | 4 400 000 | 0.1            | 9          | 1             | 8             | 411                      |                      | 8          | 8          | 23         |
| 2010                                                                            | 3600                 | 5 400 000 | 0.1            | 13         | 1             | 12            | 276                      |                      | 12         | 7          | 31         |
| 2014                                                                            | 3000                 | 5 771 000 | 0.1            | 12         | 1             | 11            | 250                      |                      | 13         | 9          | 24         |
| 2017                                                                            | 3000                 | 5 763 685 | 0.1            | 14         | 3             | 11            | 214                      |                      | 14         | 9          | 27         |
| 2020                                                                            | 3045                 | 5 734 750 | 0.1            | 11         | 3             | 8             | 276                      |                      | 10         | 8          | 28         |
| Fuente: Catholic-Hierarchy, que a su vez toma los datos del Anuario Pontificio. |                      |           |                |            |               |               |                          |                      |            |            |            |

## Episcopologio
- sacerdote André Lesouëf, M.E.P. † (26 de septiembre de 1968-1997 retirado)
  - sacerdote Joseph Chhmar Salas (3 de mayo de 1975-septiembre de 1977 falleció) (administrador apostólico sede plena)
  - Sede vacante (1997-2000)
- sacerdote Antonysamy Susairaj, M.E.P. (27 de mayo de 2000-25 de julio de 2019 renunció)[3]
  - Sede vacante (desde 2019)
  - sacerdote Bruno Cosme, M.E.P., desde el 25 de julio de 2019 (administrador apostólico)